# Signs
Signs er en science-fiction gyserfilm fra 2002 instrueret af M. Night Shyamalan med Mel Gibson i hovedrollen. 

## Handling
Graham Hess lever med sin bror Merrill og børn Bo og Morgan ude i en villa midt i en majsmark.
Der begynder at ske sære og uhyggelige ting, og snart begynder det over hele verden.
Det viser sig at det er rumvæsener der er kommet til jorden. De dræber mennesker ved hjælp af giftstoffer fra en kirtel på deres underarm. Graham og hans famillie barrikaderer huset for en nat, og overlever der. Næste morgen er der stadig et rumvæsen i huset, men de finder rumvæsenernes svaghed: vand. Og får så bekæmpet det.